# Arhopala japonica

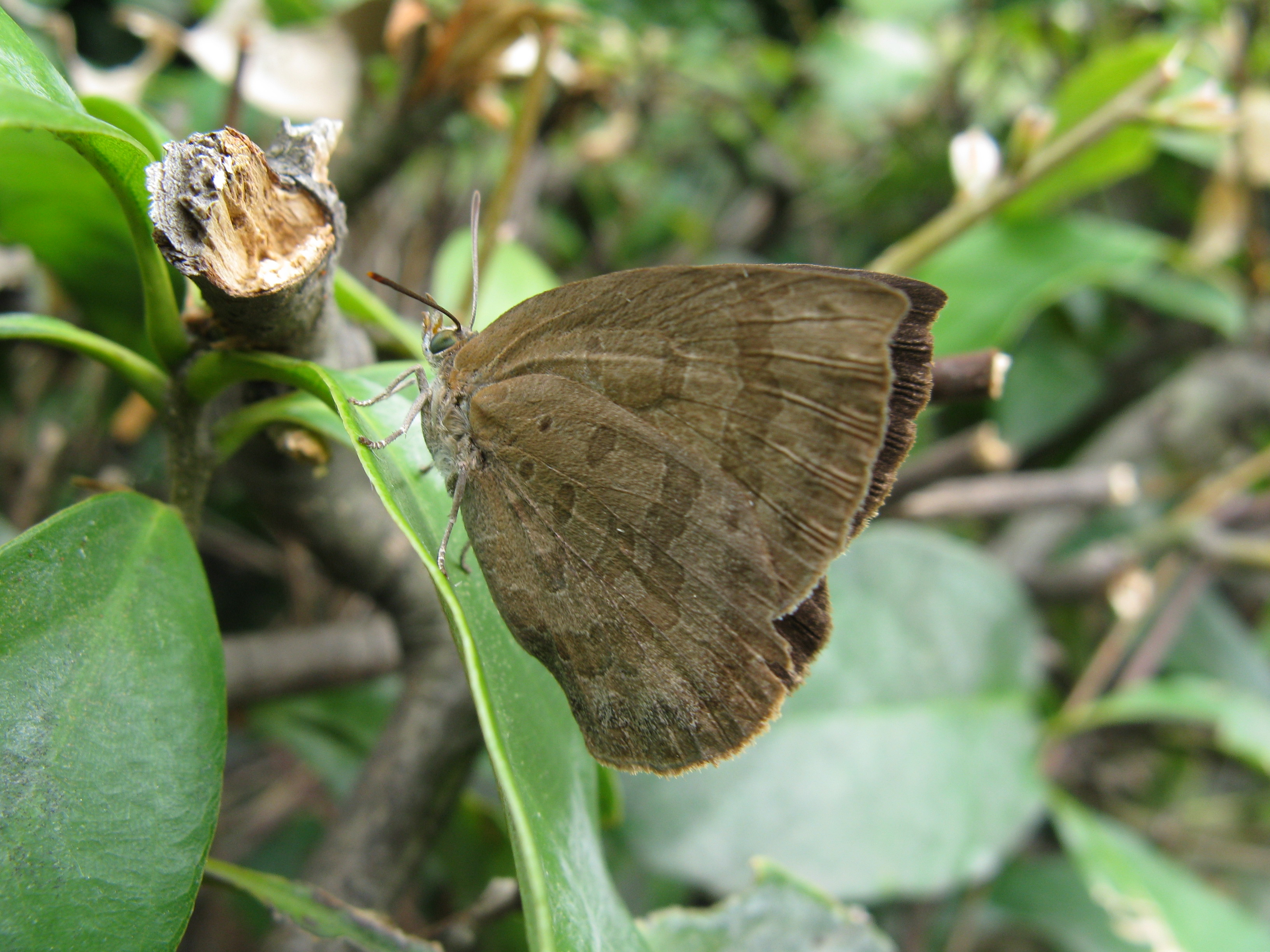

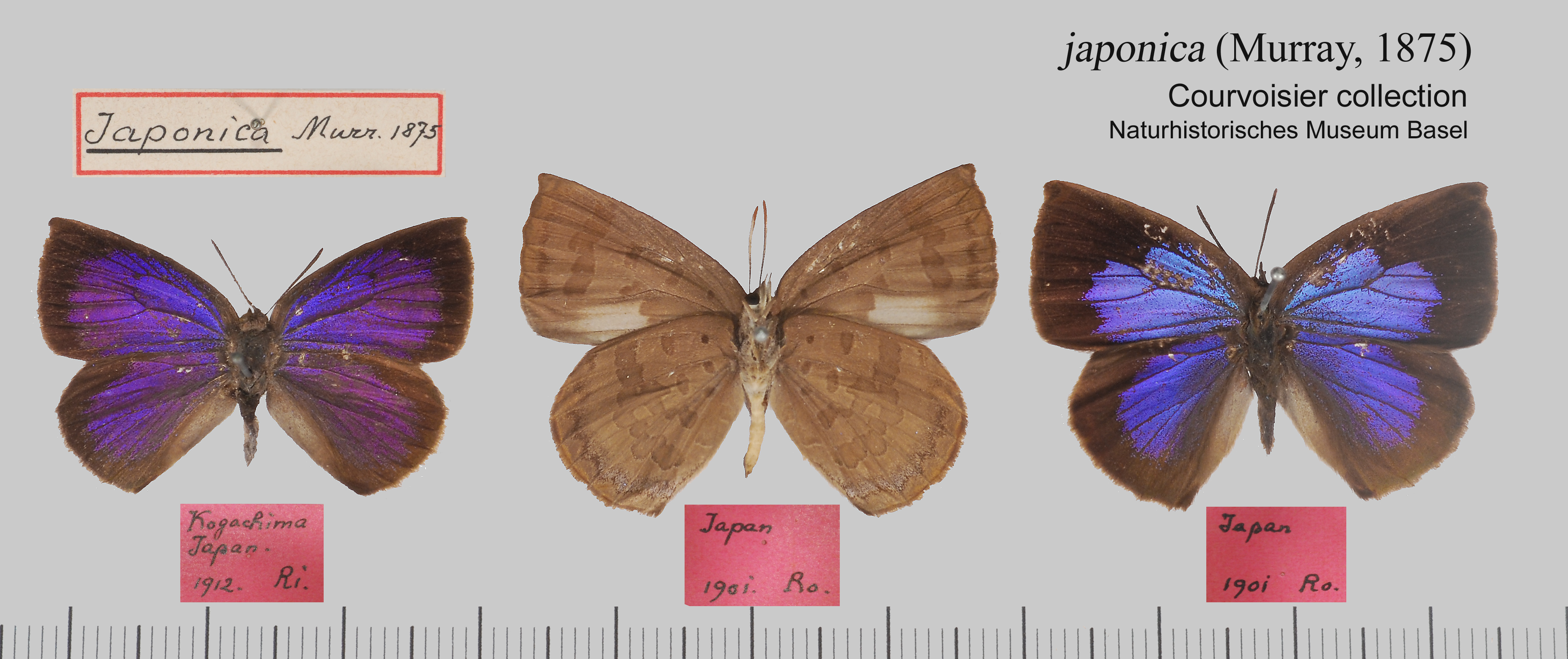

Arhopala japonica  (лат.) — вид мирмекофильных бабочек-голубянок рода Arhopala (Lycaenidae) из подсемейства Theclinae.

## Распространение
Юго-восточная Азия (Индонезия), Восточная Азия (КНДР, Южная Корея, Тайвань, Япония).

## Описание
Среднего размера бабочки, размах крыльев от 24 до 30 мм. Гусеницы питаются на растениях рода литокарпус (Lithocarpus edulis, Lithocarpus glabra), дуб (Quercus acuta, Quercus glauca, Quercus serrata, Quercus stenophylla, Cyclobalanopsis glauca, Cyclobalanopsis gilva и Cyclobalanopsis acuta). Вид был впервые описан лепидоптерологом и ботаником Ричардом Мюрреем (Richard Paget Murray, 1842—1908).
Бабочки вступают в симбиотические отношения с муравьями Pristomyrmex punctatus. В Японии обнаружено, что муравьи Pr. punctatus, охраняют гусениц бабочек Arhopala japonica (развивающихся на дубовых листьях) от хищников (пауков) и паразитов (наездников из отряда перепончатокрылые). Гусеницы выделяют секреты, содержащие не только сладкие вещества, но и нейрорегуляторы, заставляющие муравьёв оставаться на своём «сторожевом» месте и не возвращаться домой в муравейник, по-сути, превращаясь в охранника-зомби. Секреты выделяет специализированный дорзальный нектароносный орган гусениц (DNO, dorsal nectary organ).